# Округ Старк (Северна Дакота)
Старк (енгл. Stark County) је округ у америчкој савезној држави Северна Дакота.

## Демографија
По попису из 2010. године број становника је 24.199, што је 1.563 (6,9%) становника више него 2000. године.
| Група             | 2000.          | 2010.          |
| Белци             | 21.922 (96,8%) | 22.765 (94,1%) |
| Афроамериканци    | 51 (0,2%)      | 197 (0,8%)     |
| Азијати           | 52 (0,2%)      | 292 (1,2%)     |
| Хиспаноамериканци | 236 (1,0%)     | 454 (1,9%)     |
| Укупно            | 22.636         | 24.199         |